# (7876) 1991 VW3
1991 في دابليو 3 (ويعرف أيضًا باسم (7876) 1991 في دابليو 3 وفق تسمية الكوكب الصغير) (بالإنجليزية: 1991 VW3)‏ هو كويكب ضمن حزام الكويكبات؛ وترتيبه 7876 من حيث الاكتشاف.
اكتُشف هذا الجُرم الفلكي بواسطة هيروشي كانيدا في 11 نوفمبر 1991.

## وصلات خارجية
- (7876) 1991 VW3 في قاعدة بيانات مختبر الدفع النفاث لأجرام النظام الشمسي الصغيرة

- الاكتشاف · مخطط المدار ·  العناصر المدارية · المعلمات المادية

- (7876) 1991 VW3 على موقع ويكي سكاي: DSS2, SDSS, GALEX, IRAS, Hydrogen α, X-Ray, Astrophoto, Sky Map, Articles and images